# Lepanthes nanegalensis
Lepanthes nanegalensis är en orkidéart som beskrevs av Heinrich Gustav Reichenbach. Lepanthes nanegalensis ingår i släktet Lepanthes och familjen orkidéer. Inga underarter finns listade i Catalogue of Life.